# Vedere secționată

Vedere secționată a unei turele echipată cu tunuri de tip Mark 7 de 16"/50 calibre

O vedere secționată este un desen tehnic, o diagramă sau o ilustrație, în care elemente din straturile dinspre punctul de vedere al unui model tridimensional sunt îndepărtate selectiv pentru a face vizibile componentele interne, dar fără a elimina complet contextul exterior.

## Generalități
După Diepstraten și colab. (2003) „scopul unei vederi secționate este de a permite privitorului să privească în interiorul unui obiect solid opac. În loc să lase ca obiectul interior să se vadă prin [ transparența ] suprafețelor înconjurătoare, părți din aceste suprafețe exterioare sunt pur și simplu îndepărtate. Aspectul este ca și cum cineva ar fi decupat o bucată din obiect sau l-ar fi tăiat în bucăți. Vederile secționate evită ambiguitățile în ceea ce privește ordonarea spațială, oferă un contrast puternic între obiectele din prim-plan și de fundal și facilitează o bună înțelegere a ordonării spațiale”.
Deși vederile secționate nu sunt desene tehnice cotate, ele sunt desenate meticulos de artiști specializați care fie au avut acces la detalii de fabricație, fie le-au dedus prin observarea dovezilor vizibile ale scheletului ascuns (de exemplu, linii de nituri etc.). Scopul acestor desene poate fi identificarea tiparelor de proiectare comune pentru anumite clase de vehicule. Astfel, deși acuratețea majorității acestor desene nu este de 100 %, este suficient de bună pentru scopul propus.
Tehnica este utilizată extensiv în proiectarea asistată de calculator, v. prima imagine. De asemenea, a fost încorporată în interfața utilizatorului a unor jocuri video. De exemplu, în The Sims utilizatorii pot selecta într-un meniu de opțiuni dacă vizualizează casa pe care o construiesc fără pereți, cu pereți secționați sau cu pereți opaci.

## Istoric

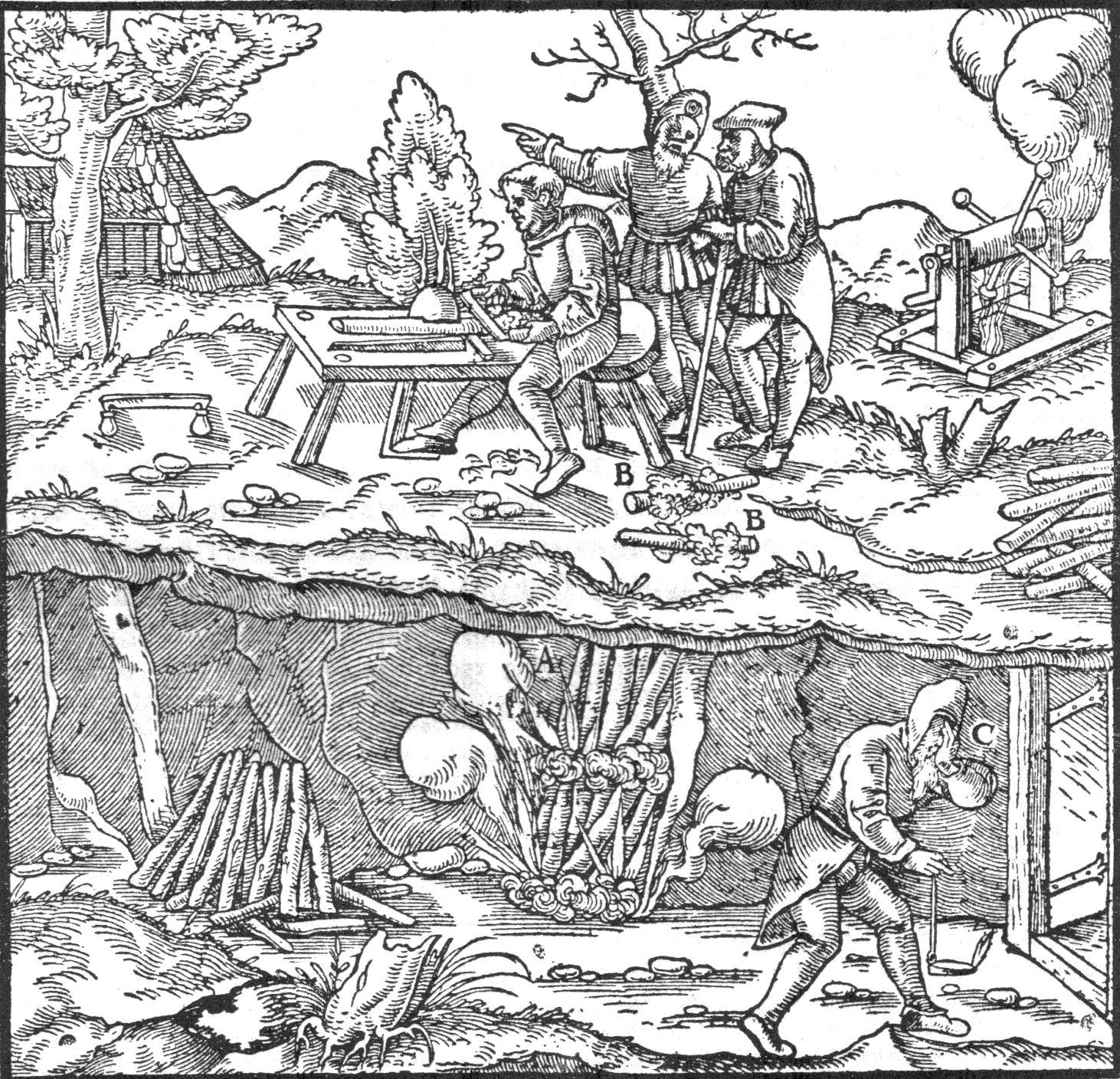
O gravură de Georgius Agricola care ilustrează tehnica de minerit cu foc

Vederea secționată și vederea expandată au fost invenții grafice minore ale Renașterii, care au clarificat și reprezentarea picturală. Vederea secționată își are originea în caietele de la începutul secolului al XV-lea ale lui Taccola (1382–1453). În secolul al XVI-lea, vederi secționate clare au fost utilizate în cartea despre minerit a lui Georgius Agricola (1494-1555) "De Re Metallica" pentru a ilustra operațiunile subterane. Cartea din 1556 este un tratat complet și sistematic despre minerit și metalurgia extractivă, ilustrat cu multe xilogravuri fine și interesante care ilustrează fiecare proces posibil pentru a extrage minereuri și metalele din minereuri, precum și multe alte aspecte. Prezintă numeroase mori de apă utilizate în minerit, cum ar fi mașina de ridicat oameni și materiale din abatajele de mină.
Termenul vedere secționată era deja utilizat în secolul al XIX-lea, dar a devenit popular în anii 1930.

## Tehnică
Locul și forma decupărilor părților exterioare depind de mulți factori diferiți, de exemplu:
- dimensiunile și formele obiectelor interioare și exterioare,
- semantica obiectelor,
- impresia personală etc.

## Exemple
Alte câteva exemple de vederi secționate ale unor produse și desene de arhitectură.

Un difuzor dinamic
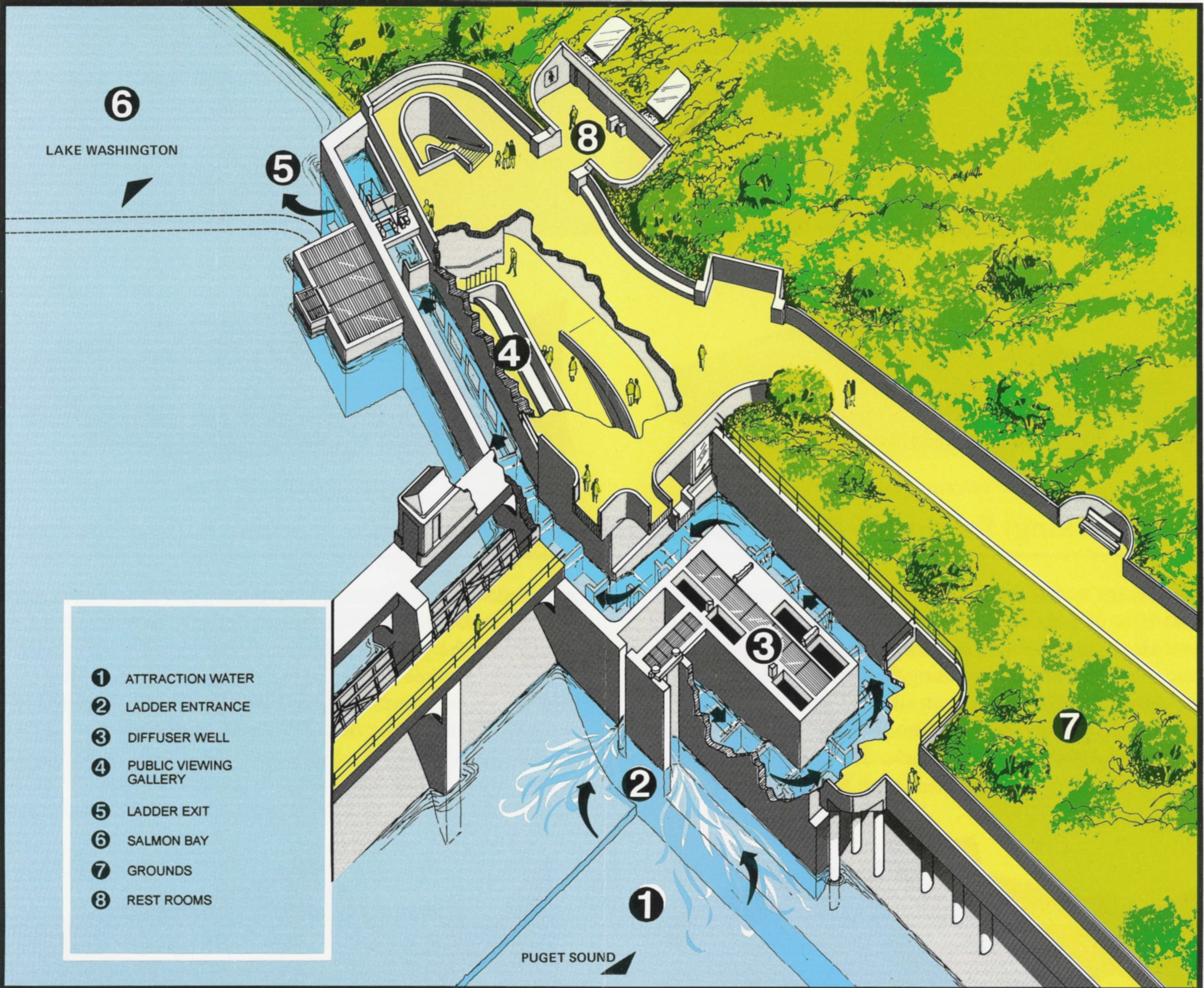
Canalul pentru pești de la ecluza Ballard
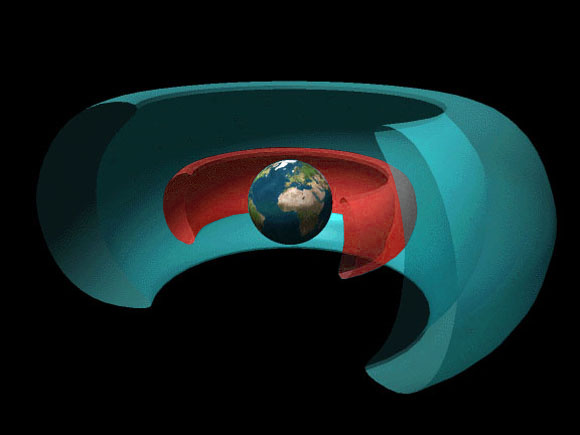
Centura de radiații Van Allen
Un aparat fotografic reflex cu film